# 古龍小說角色列表
古龍武俠小說中的角色經常於電影、電視劇、漫畫及電子遊戲等媒介中被二次創作。

## 楚留香系列
楚留香
蘇蓉蓉
楚留香的紅顏知己，和李紅袖、宋甜兒一樣自年少被楚留香收養。精於易容術，使得楚留香隨時都可以用各種不同的面貌和身份在江湖中出現。
宋甜兒
楚留香的紅顏知己，廣東人，說廣東話，和蘇蓉蓉、李紅袖一樣自年少被楚留香收養，擅長煮食，三人一起住在楚留香的小船，常與李紅袖鬥嘴。三名女子之中，宋甜兒活得最開心快活，知足常樂，對什麼事也不在乎，容易滿足。
李紅袖
楚留香的紅顏知己，博聞強記，對武林歷史典故瞭如指掌。
胡鐵花
外號「瀟湘俠盜花蝴蝶」，絕技有「蝶雙飛」及「蝴蝶穿花七十二式」。他喜歡打抱不平、喝酒和女人。但他不敢面對喜歡上他的女子，包括華山女弟子「清風女劍客」高亞男和萬福萬壽園金老夫人的孫女金靈芝。
姬冰雁
與胡鐵花、楚留香齊名，被稱為「雁蝶為雙翼，花香滿人間」。起初因高亚男之故而孤身远走大沙漠，凭借自身的精明和强锐，十年艰辛创业，成为兰州巨富。其人生性冷傲，不喜多言，亦有几分自私，因而被戏称为“死公鸡”。然却因楚留香一个请求而甘愿抛下亿万家财，再赴大沙漠。他似乎也是铁血大旗门的弟子。姬冰雁不仅尊敬食物，更尊敬水，而他对吃的欲望，已远远超出了对“肉”的追求，达到一种“惨烈”的境界。姬冰雁有个庞大而舒适的马车，马车里有两个抽屉：一个装满了酒，“十个用白银铸成的方瓶子装有十种酒，从茅台，大曲，竹叶青，到关外羊乳酒都有，瓶子着来虽不大，却可装得下三斤十二两”；另一个却装满了下酒菜，“里面不但有江北的大虾米，金华的火腿，还有福州糟鱼，福州烧鹅，海宁海臭虫，无锡肉骨头，长白山的梅花熊掌等最好吃的下酒菜。
無花
表面上是風雅德高的少林妙僧，實為詭詐善變的小人。為東瀛高手天楓十四郎與石觀音的長子。曾假死騙過楚香帥，後在大沙漠被香帥制伏，死於畫眉鳥之手。
中原一點紅
由薛笑人一手养大，武功也从他身上学，在传说中，一點红是天下索价最高，出手最狠，最有信用的杀手。
石觀音
據點位於大沙漠中的女魔頭，武功高深莫測，招式巧妙的絕頂高手，連功力高強的香帥都無法招架，絕招「男人見不得」。原名李琦，為黄山世家唯一遺孤。後於東瀛習武學成，盡滅華山派報仇。
水母陰姬
神水宮宮主，擁有在水中練出來的無匹內力。為女同性戀者，但與亦男亦女的雄娘子育有一女。與香帥交手時因在水中不能換氣而敗。

## 陸小鳳傳奇系列
陸小鳳
花滿樓
江南豪門花家的七男，自小雙目失明，但聽覺、觸覺及嗅覺特別靈敏，彌補了視力不足。天性樂觀，熱愛生命。曾获得陆小凤传授其灵犀一指。
西門吹雪
司空摘星
司空摘星，古龍小說《陸小鳳傳奇》中的角色，小偷，貌似猴精，長於盜術、易容術，江湖人稱偷王之王，是陸小鳳的朋友。與陸曾出生入死，卻又數度交鋒，雖互有輸贏，卻讓陸頭痛不已，為陸唯一剋星。後人尊其為盜仙。他是一個將偷當成一門藝術的人，不會因為自己缺錢花而去偷，需要有人花錢請他才偷；他很少偷金銀，但是會對偷皇宮禁地裡某些大人物的生活用品很感興趣。他是陸小鳳的朋友，可以接受陸小鳳調侃，但是他決不會讓陸小鳳干涉他偷的藝術，更不會因為誰而改變其偷的原則。據《白玉老虎》一書提及，司空摘星徒弟為郭雀兒。
朱停
人称老板，据传是鲁班传人，对机关制造发明等了如指掌。
叶孤城
白云城城主，与西门吹雪于京城紫禁之巅展开对决。其剑法冠绝无双，杀手锏为天外飞仙。

## 小李飛刀系列/多情劍客無情劍
李尋歡
阿飛
十分喜歡林仙兒，卻一直被林仙兒欺騙。最後經李尋歡幫助下才認清林仙兒的為人。出手極快的劍客
林仙兒
為了達成目的不顧一切，把身體給男人任意玩弄，心狠毒辣的絕世美人。
上官金虹
金錢幫幫主，武功天下無雙；本可置李尋歡於死地，但他不相信自己躲不過小李飛刀。最後死在小李飛刀下。死前眼中充滿不信。
荊無命
金錢幫殺手，與幫主上官金虹有亦親亦恨之感情。左手廢於小李飛刀之下，但其實其右手劍法更快更狠。後亦有於《邊城浪子》一書出場。
孫小紅
天机老人的孙女，自幼跟随爷爷闯荡江湖。在小说的前半部，经常与爷爷孙天机出现在饭馆茶楼等地说书，讲述内容均与小李飞刀李寻欢有关。小红不仅年轻、漂亮、活泼、外向，而且一直爱慕李寻欢。在小红的脸上，永远有着勾魂的眼神和明朗的笑容。後來与李寻欢一起归隐，成为李寻欢之妻。
伊哭
伊哭以獨門兵器青魔手為外號，於平江百曉生所著的《兵器譜》中排名第九。排名於其上之的包括「天機老人」孫老頭的如意天機棒、上官金虹的子母龍鳳環、李尋歡的小李飛刀 、郭嵩陽的嵩陽鐵劍 、呂鳳先的溫侯銀戟、西門柔的蛇鞭及諸葛剛的金剛鐵拐。 其實它的威力並不在蛇鞭及金剛鐵拐之下，只不過因為這件兵器太毒太邪，所以百曉生故意把它名次降低。青魔手為一雙暗青色的鐵手套，看來笨拙，顏色卻令人毛骨悚然，乃是伊哭採金鐵之英，淬以百毒，鍛冶了七年制成。人稱「武林有七毒，最毒青魔手」，「都說挨了青魔手的人生不如死，衹想越快死越好」。刀槍不入，可分金斷玉、施放毒霧，是武林中最霸道的兵刃之一。青魔手曾敗於小李飛刀手下，最後為「飛劍客」阿飛所殺。伊哭的弟子（私生子）丘獨將青魔手送給了林仙兒。後來於九月鷹飛一書中有「紅魔手」伊夜哭一角色出現，與小李飛刀傳人葉開為敵，但未知是否青魔手的傳人。

## 小李飛刀系列/邊城浪子及九月鷹飛
葉開
白天羽與魔教白鳳公主真正的兒子，為白夫人由襁褓中掉包。小李飛刀之傳人。
傅紅雪
自以為是白天羽後人，以報復為人生唯一目的，實際卻是一身世不明之棄嬰。擁有如白天羽一般快到無可匹敵的天下無雙刀法，右足殘廢，身患羊癲。為人冷酷。
上官小仙
上官金虹及林仙兒之女；同時為金錢幫幫主及魔教孤峰天王。扮成白痴掩飾身份。
丁靈琳
身上總掛著鈴鐺的丁家小姐，深愛葉開，葉開之情人。
路小佳
綽號快劍，事實上是丁靈琳的三哥丁靈中，後來被送走，荊無命收其為徒，只有荊無命瞭解他。對花生有莫名執著，剛出場就為了花生和葉開起爭執。

## 七種武器系列
秋一楓
孔雀山莊莊主，其名出現於《孔雀翎》、《天涯·明月·刀》。秋鳳梧之父，秋水清之祖父。武功深不可測，平日深居簡出，不輕易涉足江湖。晚年不慎將鎮莊之寶孔雀翎丟失，死前自認無顏見列代祖先，而將其臉皮割下。

## 三少爺的劍系列
- 謝曉峰
- 燕十三
- 慕容秋荻

## 蕭十一郎

### 武林六君子
連城璧 (無垢公子) ：其妻為第一美人沈璧君
楊開泰
厲　剛 (見色不亂)
柳色青
朱白水
徐青藤

## 大旗英雄傳
日
《大旗英雄傳》中之角色，大旗門掌門雲翼之妻，雲錚之生母，居於長春島。個性陽動，好管天下不平，於六大高手（夜帝、風、雷、雨、電）中，排行第二，具宗師風範，為天下武功最高強之女人。與夜帝齊名，但因武功不及，不敢與之正面交鋒，故設計將其囚於石窟之中，並運用各種方法，讓深愛夜帝之人，一一離去。

## 跨作品人物
李尋歡
其小李飛刀百發百中，從不落空，曾殺死金錢幫幫主上官金虹，在百曉生的兵器譜上排名第三。他的傳人為葉開。首見於作品《多情劍客無情劍》之中。其後雖不再在小說登場，卻仍在其他古龍小說中被別的人物提及，名字可見於《邊城浪子》、《天涯‧明月‧刀》、《飛刀，又見飛刀》等作品。
顧道人
隐居巴山的武林名宿，巴山顧道人的名字雖然經常在古龍小說出現，卻從未登場，古龍也沒有詳細交代他的事跡。
劍名叫「绿柳」，昔年顾道人曾以七七四十九手回風舞柳劍縱橫天下，死在这柄剑下的成名剑客，也不知多少，後來飄然隱去、不知仙踪。
曾经被醉心于剑的年轻人们奉为圣地的巴山道观，也已渐渐荒冷没落，所剩下的，惟有一些神话般的传说，和台上的一道剑痕空留凭而已。
曾經收下數個子弟，並在不同古龍小說中登場，如楚留香蝙蝠傳奇中的柳吟松、蕭十一郎的柳色青、陸小鳳劍神一笑的柳乘風，在劍神一笑中提到，巴山顧道人隱去的時候，他的弟子也已四散。
在陸小鳳劍神一笑中提到「七七四十九手回風舞柳劍」是一套需要用輕功配合的劍法。
除了顧道人之外，上面提及之巴山派弟子也習此劍。
在楚留香傳奇大沙漠中高亞男在飲醉的時候曾使出，在蝙蝠傳奇中，回風舞柳劍的劍訣落在蝙蝠島主人原隨雲手上。
“人中之龙”海天孤燕
古龙小说中的神秘人，居於黃海一個孤島上，曾经赤手空拳，连败中原武林各门各派的二十七个掌门人，每个人在他手下都未曾走满十招，被武林尊为千百年来第一人的奇人。
王憐花
古龍筆下的虛構武林人物，江湖人稱千面公子，為《武林外史》的一名重要角色。玉面朱唇，風流可人，扮女子亦勾魂盪魄，然最誘人處在其正邪、真假的難辨。其後雖不再在小說登場，卻仍在其他古龍小說中被別的人物提及，如《邊城刀聲》（證實非古龍所著）、《多情劍客無情劍》等作品。
王憐花是快活王與雲夢仙子的兒子，他要報仇，他的仇人是他父親。
在《多情劍客無情劍》中，王憐花把一生所學之武功及醫術、下毒、易容、放蠱、攝心術等雜學寫成《憐花寶鑑》，想交給李尋歡，卻落在林詩音手中，最後龍嘯雲欲獻予上官金虹，卻未取出已被殺；《憐花寶鑑》遂與龍嘯雲的屍體自此消失。